# Led Zeppelin II
Led Zeppelin II je druhé album anglické rockové skupiny Led Zeppelin vydané v roce 1969. Je všeobecně považováno za jedno z nejlepších hardrockových alb vůbec. Bylo nahráno během hektického období, kdy skupina hodně cestovala na koncertních šňůrách.
Druhé album Led Zeppelin bylo nahráno během jejich prvního amerického turné, což se podepsalo na jeho obsahu. Jelikož skupina neměla dostatek času na práci ve studiu, objevují se na něm převážně přepracované bluesové a rockové skladby, které kapela hrála na svých koncertech. Potřeba rychlého nahrání se odrazila také na přímočařejším zvuku nového materiálu, který zní daleko tvrději a syrověji než skladby na debutové desce. Platí to zejména o písních "Whole Lotta Love", "The Lemon Song" nebo "Heartbreaker". Výjimku tvoří pouze dvě akustické skladby "Thank You" a "Ramble On". Ačkoli je „dvojka“ stylově méně různorodá a více hard-rockově a heavy-metalově orientovaná než předchozí LP, řadí se mezi nejvlivnější alba všech dob, které inspirovalo stovky hudebních následovníků.[zdroj⁠?!]

## Seznam skladeb
| Pořadí | Název                                   | Autor                                                                | Délka |
| ------ | --------------------------------------- | -------------------------------------------------------------------- | ----- |
| 1.     | Whole Lotta Love                        | John Bonham, Willie Dixon, John Paul Jones, Jimmy Page, Robert Plant | 5:34  |
| 2.     | What Is and What Should Never Be        | Page, Plant                                                          | 4:45  |
| 3.     | The Lemon Song                          | Howlin' Wolf, Bonham, Jones, Page, Plant                             | 6:19  |
| 4.     | Thank You                               | Page, Plant                                                          | 4:50  |
| 5.     | Heartbreaker                            | Bonham, Jones, Page, Plant                                           | 4:14  |
| 6.     | Living Loving Maid (She's Just a Woman) | Page, Plant                                                          | 2:39  |
| 7.     | Ramble On                               | Page, Plant                                                          | 4:24  |
| 8.     | Moby Dick (instrumentální)              | Bonham, Jones, Page                                                  | 4:22  |
| 9.     | Bring It on Home                        | Page, Plant                                                          | 4:20  |

## Sestava
- Jimmy Page – akustická kytara, elektrická kytara, steel kytara, doprovodný zpěv, produkce
- Robert Plant – zpěv, harmonika
- John Paul Jones – baskytara, varhany, doprovodný zpěv
- John Bonham – bicí, doprovodný zpěv;

- Eddie Kramer – režie, mixáž